# Colorado State Highway 131
Der Colorado State Highway 131 ist ein in Nord-Süd-Richtung verlaufender Highway im US-Bundesstaat Colorado.
Der Highway beginnt am U.S. Highway 40 südlich von Steamboat Springs und endet nahe Wolcott an der Interstate 70.
Der State Highway führt durch die Orte State Bridge, Bond, McCoy, Toponas, Yampa und Oak Creek.